# 올림픽 투발루 선수단
올림픽 투발루 선수단은 투발루 대표로 올림픽에 참가하는 선수단이다. 투발루는 하계 올림픽에 참가한다. 아직 동계올림픽에 출전한 적은 없다.
투발루 스포츠국가올림픽위원회협회는 2007년 7월 국가올림픽위원회로 인정받았다. 투발루는 2008년 중국 베이징 하계 올림픽에서 역도 선수 1명과 남자 100m, 여자 100m 스프린트 2명의 선수로 처음으로 올림픽에 출전했다. 투발루 선수들은 아직 대회 1라운드를 통과하지 못했다.